# Önna vatten
Önna vatten är en sjö i Sotenäs kommun i Bohuslän och ingår i Örekilsälven-Strömsåns kustområde. Sjöns area är 0,031 kvadratkilometer och den befinner sig 51 meter över havet.